# Сухогрузы типа С-3
Сухогрузы типа С-3 — третий тип сухогрузов, разработанный в 1930-е годы Морской комиссией США (MARCOM). В период с 1939 по 1947 годы было построено 465 судов.
В годы Второй мировой войны часть судов была переоборудована в эскортные авианосцы и корабли снабжения.